# ジョニー・ティロットソン
ジョニー・ティロットソン（Johnny Tillotson、1938年4月20日 - 2025年4月1日）は、アメリカ合衆国の男性歌手である。「涙ながらに」「ポエトリー」「キューティ・パイ」などの楽曲で知られる。また、浜口庫之助作詞・作曲の「涙くんさよなら」（Goodbye Mr. Tears）を英語と日本語でカバーした。

## 経歴
幼少の頃から音楽活動を始め、テレビ・ラジオ番組にレギュラー出演する。
1957年、デモテープがレコードプロデューサーアーチー・ブレイヤーの目に留まり、ブレイヤーがオーナーであったケイデンス・レコードと契約する。
1958年8月、自作の『Dreamy Eyes』でデビューする。
1960年、『ポエトリー（en:Poetry in Motion (song)）』が全米2位、全英1位を記録してスターの仲間入りを果たす。日本では1964年にヒット。米盤のシングルの　B面の自作曲「プリンセス・プリンセス」は日本で1963年にヒットした。
1962年、自作の「涙ながらに」が全米3位を記録。
1963年、1961年発表の『キューティ・パイ』を伊東ゆかりがカバーしたのを機に日本でも人気を博す。
1963年　MGMに移籍し『トレンブリング・キッス』が全米７位を記録。
1965年9月、日本で坂本九の「涙くんさよなら（Goodbye Mr. Tears）」（浜口庫之助作詞・作曲）を英語と日本語でカバーし、オリジナルを上回るヒットを記録する。
1966年、高崎一郎（ジョニー・ウッドマン名義）作詞・鈴木邦彦（ハリー・ウィリアムス名義）作曲の『ユー・アンド・ミー』が日本でヒットする。
1987年、デル・シャノン、レスリー・ゴーアと組んで日本でのツアーを敢行。
2008年、ヒットパレードの殿堂（Hit Parade Hall of Fame）の殿堂入り歌手に選定される。
2011年、フロリダアーティスト殿堂（en:Florida Artists Hall of Fame）に殿堂入りする。
2014年、アメリカンポップミュージック殿堂の殿堂入り歌手に選定される。
2025年4月1日、パーキンソン病の合併症のため、ロサンゼルスの自宅で死去。86歳没。

## ヒット・レコード
- "Poetry in motion"全米2位（1960）ゴールド・ディスク
- "Jimmy's girl"全米25位（1961）
- "Without you"全米7位（1961）
- "Dreamy eyes"全米35位（1961）
- "It keeps right on a-hurtin'(涙ながらに）全米3位（1962）
- "Send me the pillow that you dream on"(夢の枕を）全米17位（1962）
- "I can't help it"全米24位（1962）
- "Out of my mind"全米24位（1963）
- "You can never stop me loving me"全米18位（1963）
- "Talk back trembling lips"全米7位（1963）
- "Worried guy"全米37位（1964）
- "I rise I fall"(恋のウルトラC)全米36位（1964）
- "She understands me"全米31位（1964）
- "Heartaches by the number"(恋はつらいね）全米35位（1965）

## 日本語による録音
- 「ドント・ゴー・アウェイ」 - Please Don't Go Away（1964年、MGM（日本グラモフォン）、LL-627）
- 「ナイス・ガイ・ジョニー」 - Worried Guy（1964年、MGM、LL-627）
- 「涙くんさよなら」 - Namida Kun Sayonara (Goodbye Mr Tears)（1965年、MGM、DM-1042）
- 「ユー・アンド・ミー」 - You and Me（1965年、MGM、DM-1058）
- 「バラが咲いた」 - Bara Ga Saita (Like a Rose)（1966年、MGM、DM-1075）
- 「僕等の世界」 - Bokura No Sekai (Our World)（1966年、MGM、DM-1089）
- 「バラのため息」 - Bara No Tameiki (A Rose Has No Thorns)（1966年、MGM、DM-1100）
- 「恋のヨット」 - Koi No Yotto (A Ship of Love)（1967年、MGM、DM-1130）
- 「カントリー・ボーイ」 - Country Boy（1966年）
- 「僕でいいなら」 - Boku de II Nara (Like the Orient Express)（1972年、Buddah（日本コロムビア）、LL-2550-DA）

これらの音源は、2014年発売のCD『Travelin' on foreign grounds』（レーベル：Bear Family）に収録されている。

## 主要なアルバム
- "Johnny Tillotson's best"(1961)
- "It keeps right on a-hurtin'(1962)
- "You can never stop me loving me"(1963)
- "Talk back trembling lips"(1964)
- "Tillotson touch"(1964)
- "She understands me"(1965)
- "That's my style"(1965)
- "Our world"(1965)
- "No love at all"(1966)
- "Christmas touch"(1966)
- "Here I am"(1967)
- "Best of Johnny Tillotson"(1968)
- "Johnny Tillotson"(1977)

## 映画
- 「Just for fun」（1963）イギリス映画 [6]
- 「涙くんさよなら」（1966）日活映画　ゲスト出演[7]

## 来日
- 1966年5月14日「涙くんさよなら」出演のため来日
- 1966年11月4日　新宿厚生年金会館